# Geissois bradfordii
Geissois bradfordii är en tvåhjärtbladig växtart som beskrevs av H.C.Hopkins. Geissois bradfordii ingår i släktet Geissois och familjen Cunoniaceae. Inga underarter finns listade i Catalogue of Life.